# Jean-Louis-César Lair
Jean-Louis-César Lair, dit aussi Lair de Janville, né à Janville (Eure-et-Loir) le 25 août 1781, mort dans la même ville le 28 mai 1828, est un peintre néoclassique français.

## Biographie
Fils d'un notaire de Janville (Eure-et-Loir), Lair déménage à Paris à l'âge de 16 ans, puis intègre les ateliers de Jean-Baptiste Regnault et de Jacques-Louis David. Il expose au Salon à partir de 1806, et jusqu'en 1827. 
Il se spécialise rapidement dans la peinture religieuse, réalisant plusieurs grandes compositions acquises par l'État pour orner églises et cathédrales : il peint en 1815 deux grandes compositions religieuses pour l'église de Mortagne-au-Perche, et présente au Salon de 1817 un Saint Vigor pour la cathédrale de Bayeux, et une Sainte Glossinde pour la cathédrale de Metz, qui lui vaut une médaille de première classe. Il expose au Salon de 1819 un Christ en Croix pour Avignon, et une Mise au tombeau encore une fois pour la ville de Metz. 
Au Salon de 1822, il présente un tableau monumental sur le thème de Saint Léger, quittant la ville d'Autun destiné à orner la cathédrale d'Autun (et à faire pendant au célèbre tableau d'Ingres déjà exposé sur place). En 1822, au Salon de Lille, il présente un "Portrait en pied du Roi, esquisse terminée" (n°259) et un "Portrait de M. E. Q., peintre" (n°260) (probablement le portrait d'Édouard Quecq). Il peint également Les filles de Jérusalem pour l'église Saint-Ambroise de Popincourt, et plusieurs autres scènes religieuses : un Chemin  de Croix en sept tableaux, une Vierge à l'enfant avec saint Jean à la Fontaine, et une Descente de Croix pour la cathédrale d'Uzès (Salon de 1824), une Résurrection de Lazare (Salon de 1827).
Lair peint également des scènes mythologiques : un Hylas ravi par les nymphes est présenté au Salon de 1808, et à nouveau au Salon de Lille en 1822 (n°258). Il peint en 1812 une Thétis et présente au Salon de 1819 deux toiles sur le thème de Circé présentant à Ulysse le breuvage enchanté et Prométhée enchaîné. Enfin, il présente au Salon de 1824 une composition montrant Vénus blessée par Diomède, se réfugie dans les bras de Dioné sa mère. Il peint également plusieurs paysages historiques, des portraits, et expose un Henri IV relevant Sully au Salon de Douai en 1827.

## Œuvres
- Jeanne d'Arc à l'assaut du fort des Tournelles, 1808, Janville, mairie ;
- Le Baptême du Christ, 1809, Janville, église Saint-Étienne,  Inscrit MH (2003)[1] ;
- Louis XVIII consacrant la France au Sacré-Cœur, 1815, Mortagne-au-Perche, église Notre-Dame ;
- La Déploration sur le Christ mort, 1815, Mortagne-au-Perche, église Notre-Dame ;
- Prométhée enchaîné sur le mont Caucase, 1819, Le Puy, musée Crozatier ;
- Circé présente à Ulysse le breuvage enchanté, 1819, 280 x 360 cm, collection particulière[2] ;
- Saint Léger quittant la ville d'Autun, est livré à Ebroïn, 1822, Autun, cathédrale Saint-Lazare ;
- La Descente de Croix, 1824, Uzès, cathédrale Saint-Théodorit.

Le musée Farcot de Sainville abrite également plusieurs de ses œuvres.

Tableaux de Lair de Janville
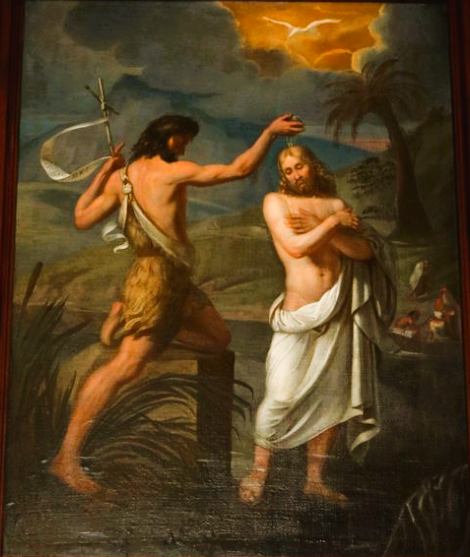
Baptême du Christ, 1809 église Saint-Étienne de Janville Inscrit MH (2003)[1].
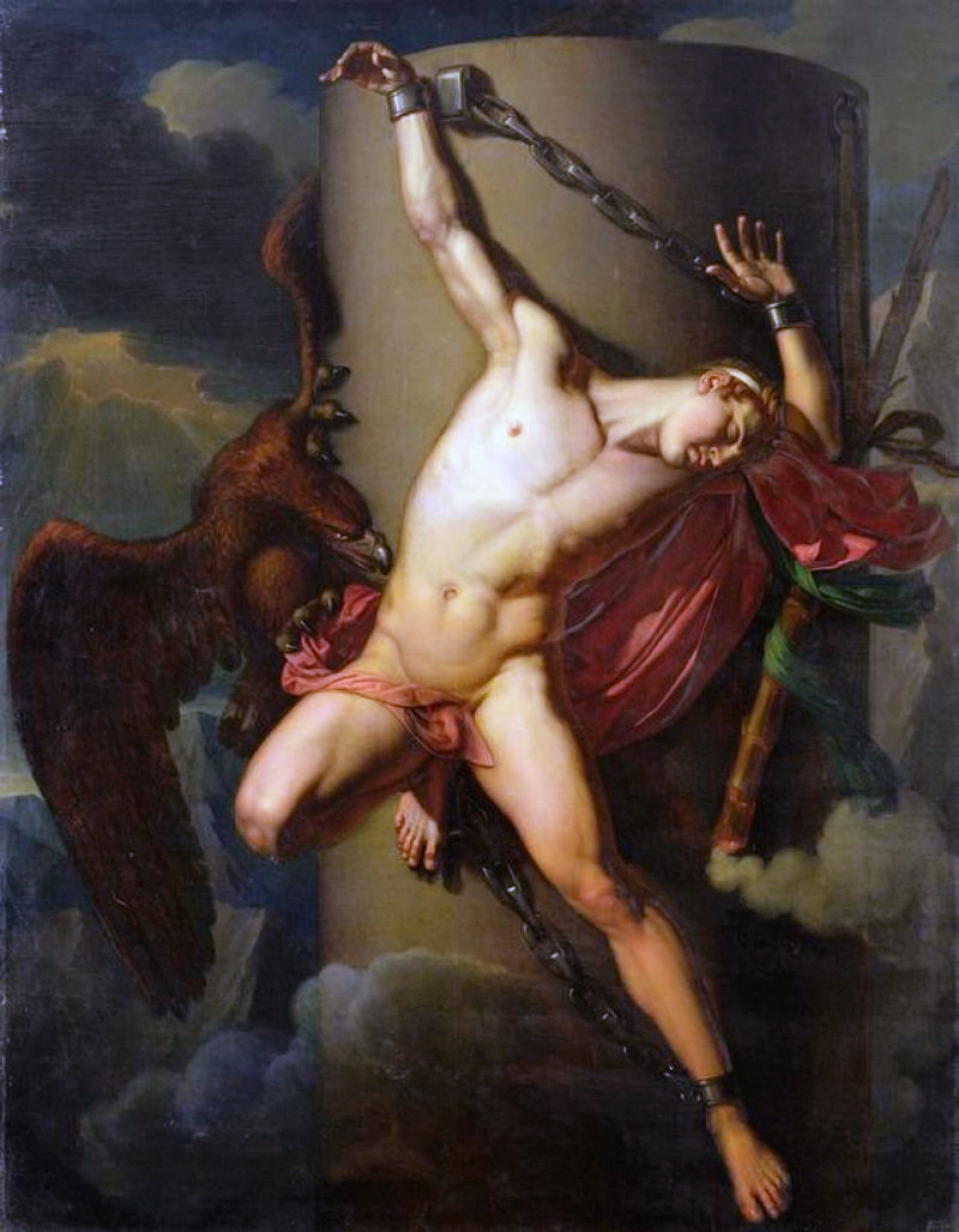
Prométhée enchaîné sur le mont Caucase, 1819, Le Puy-en-Velay, musée Crozatier.
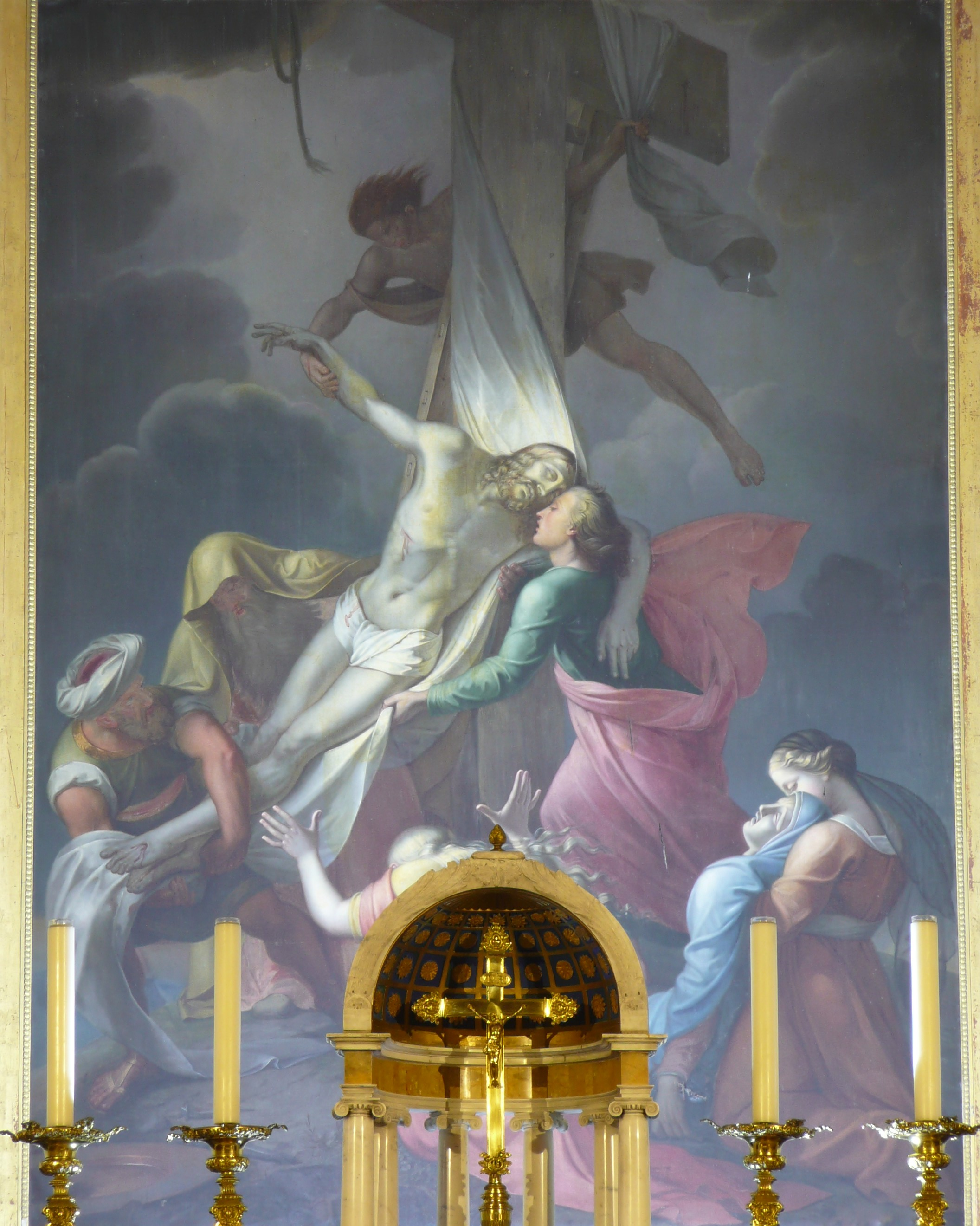
Descente de Croix, 1824, cathédrale Saint-Théodorit d'Uzès.